# Joachim Angerer
Joachim Angerer OPraem (* 8. Februar 1934 in Rottenbuch, Bayern als Fridolin Angerer; † 24. November 2019 in Baden, Niederösterreich) war ein Abt des niederösterreichischen Prämonstratenser-Chorherrenstiftes Geras und Musikwissenschaftler.

## Leben
Fridolin Angerer wuchs in Bayern auf. Sein Vater war Bayer, seine Mutter Österreicherin. 1954 trat er in die Benediktinerabtei Scheyern ein. Nach der zeitlichen Profess studierte er von 1955 bis 1957 Philosophie in Salzburg sowie gleichzeitig Orgel und Kapellmeisterei am Mozarteum.
Von 1957 bis 1961 studierte er am Päpstlichen Athenaeum Sant’Anselmo in Rom Theologie, 1960 wurde er zum Priester geweiht. Nach seinem Theologiestudium schloss sich bis 1963 ein Studium der Altphilologie (Latein, Griechisch, Geschichte) in Würzburg an. 1963 siedelte er nach Österreich über, wo er als Pfarrer in Eibenstein an der Thaya tätig war. 1965 wurde er in Rom zum Doktor der Theologie promoviert und erhielt ein Forschungsstipendium für das „Corpus Consuetudinum Monasticarum“.
1969 trat Angerer zum Prämonstratenserorden über und war u. a. als „Provisor“ und „Waldmeister“ im Stift Geras tätig. 1972 wurde er erneut promoviert – diesmal zum Doktor der Philosophie. Ab 1974 war er lehrend an der Universität Wien beschäftigt, wo er sich 1977 habilitierte. Einen Schwerpunkt seiner Publikationen bilden Schriften zur Melker Klosterreform.
Nachdem er bereits von 1979 bis 1985 Prior war, wurde Angerer am 15. Januar 1986 zum 56. Abt des Stiftes Geras gewählt, wo er sich bis 1994 um die Gesamtrenovierung und Revitalisierung des Stiftes kümmerte. Ebenso war er für die Sanierung des Stiftes Pernegg und dessen Ausbau zum Fasten- und Seminarzentrum verantwortlich. Er war in der Folge unter anderem für die Klosterneugründungen in Fritzlar in Deutschland und Itinga in Brasilien zuständig.
2003 wurde Angerer vorgeworfen, das Stift Geras durch großzügige Renovierungen in die Überschuldung geführt zu haben. So lagen die Verbindlichkeiten zum Stichtag 31. August 2003 bei 10,1 Millionen Euro. Der Heilige Stuhl bestimmte deshalb Erzabt Edmund Wagenhofer von der Erzabtei St. Peter und Prälat Kroisleitner aus dem Stift Vorau zu Visitatoren, um die Vorgänge zu überprüfen.
Als Anfang 2004 der sexuelle Missbrauch an 20 Buben im Zeitraum von 1968 bis 2001, durch einen Angehörigen des Klosters verübt, veröffentlicht wurde, plädierte Angerer unter anderem dafür, den Zölibat als Normalfall aufzugeben und bekannte, mit der Versetzung des Priesters und der Verordnung einer Psychotherapie nach Bekanntwerden der Probleme falsch gehandelt zu haben. Darüber hinaus kritisierte er Bischof Kurt Krenn und dessen Führung der Diözese St. Pölten. So bezeichnete er am 7. Februar 2004 in einem Radiointerview die Karrieremacher in der Diözese als „Kriegsgewinnler“.
Am 8. Februar 2004 legte Angerer seine Funktionen mit Erreichen des 70. Lebensjahres als Abt des Klosters nieder; am 9. Februar 2004 legte er auch seine Funktion als „Provisor“ und „Waldmeister“ (Wirtschaftsverantwortlicher) des Stiftes, als Geschäftsführer des „Kunst- und Bildungszentrums Stift Geras“ und der dem Stift gehörenden „Stadt Geras Fremdenverkehrsförderungs- und Betriebsgesellschaft m.b.H.“ ab.
Er wurde in Eibenstein (Gemeinde Raabs) bestattet.

## Ehrungen und Auszeichnungen
- 1991: Ehrenmitglied der KÖHV Amelungia Wien im ÖCV
- 1992: Silbernes Komturkreuz des Ehrenzeichens für Verdienste um das Bundesland Niederösterreich
- 2010: Österreichisches Ehrenkreuz für Wissenschaft und Kunst I. Klasse

## Schriften
- Die liturgisch-musikalische Erneuerung der Melker Reform. Studien zur Erforschung der Musikpraxis in den Benediktinerklöstern des 15. Jahrhunderts. Verlag der Österreichischen Akademie der Wissenschaften, Wien 1974, ISBN 3-7001-0060-4.
- Lateinische und deutsche Gesänge aus der Zeit der Melker Reform. Probleme der Notation und des Rhythmus, ... Forschungen zur älteren Musikgeschichte Band 2, Verband der Wissenschaftlichen Gesellschaft Österreichs, Wien 1979, ISBN 3-85369-410-6.
- Breviarium Caeremoniarum Monasterii Mellicensis. Stift Melk, Schmitt, Siegburg 1987, ISBN 3-87710-132-1.
- mit Arnulf Neuwirth: Kirchen und Kapellen im Waldviertel. Aquarelle und Skizzen. Radschin Verlag, Kautzen 1989, ISBN 3-900512-18-3.
- mit Lois Lammerhuber (Fotos): Mensch Mönch. Leben im Kloster. Tyrolia-Verlag, Innsbruck 1995, ISBN 3-7022-1992-7.
- Österreich nach Krenn & Co. Wege in die Zukunft der katholischen Kirche. Molden, Wien 2000, ISBN 3-85485-040-9.
- mit Gerhard Trumler: Klösterreich. Geschichte und Gegenwart der Stifte und Klöster in Bayern, Österreich und der Schweiz. 1978, Brandstätter, Wien 2003, ISBN 3-85498-287-9.
- Mein Brevier. Alte Weisheiten, neue Einsichten. Styria, Wien 2008, ISBN 978-3-222-13237-7.

## Trivia
Joachim Angerer nahm 1980 an der 250. Ausgabe der Fernsehsendung „Was bin ich?“ als Kandidat teil. Als sein zu erratender Beruf wurde „Wirtschaftsleiter (Chorherr)“ angegeben.